# Заямжа
Заямжа — деревня в Великоустюгском районе Вологодской области.
Входит в состав Юдинского сельского поселения, с точки зрения административно-территориального деления — в Юдинский сельсовет.
Расстояние по автодороге до районного центра Великого Устюга — 7,5 км, до центра муниципального образования Юдино — 7 км. Ближайшие населённые пункты — Нокшино, Пазухи, Пайкино.
По переписи 2002 года население — 2 человека.